# L.A. Crackdown
L.A. Crackdown is een computerspel dat werd ontwikkeld door Nexa Corporation en uitgeven door Epyx. Het spel kwam in 1988 uit voor verschillende homecomputers. De speler speelt een politieagent.

## Platforms
| Platform     | Jaar |
| ------------ | ---- |
| Apple II     | 1988 |
| Commodore 64 | 1988 |
| DOS          | 1988 |

## Ontvangst
| Beoordeeld door                       | Jaar | Platform     | Score |
| ------------------------------------- | ---- | ------------ | ----- |
| Computer and Video Games (CVG)        | 1988 | Commodore 64 | 80%   |
| Power Play                            | 1988 | Commodore 64 | 77%   |
| ACE (Advanced Computer Entertainment) | 1988 | DOS          | 71%   |
| The Games Machine (UK)                | 1988 | DOS          | 68%   |
| The Games Machine (UK)                | 1988 | Commodore 64 | 48%   |